# Crisi dei rifiuti in Campania

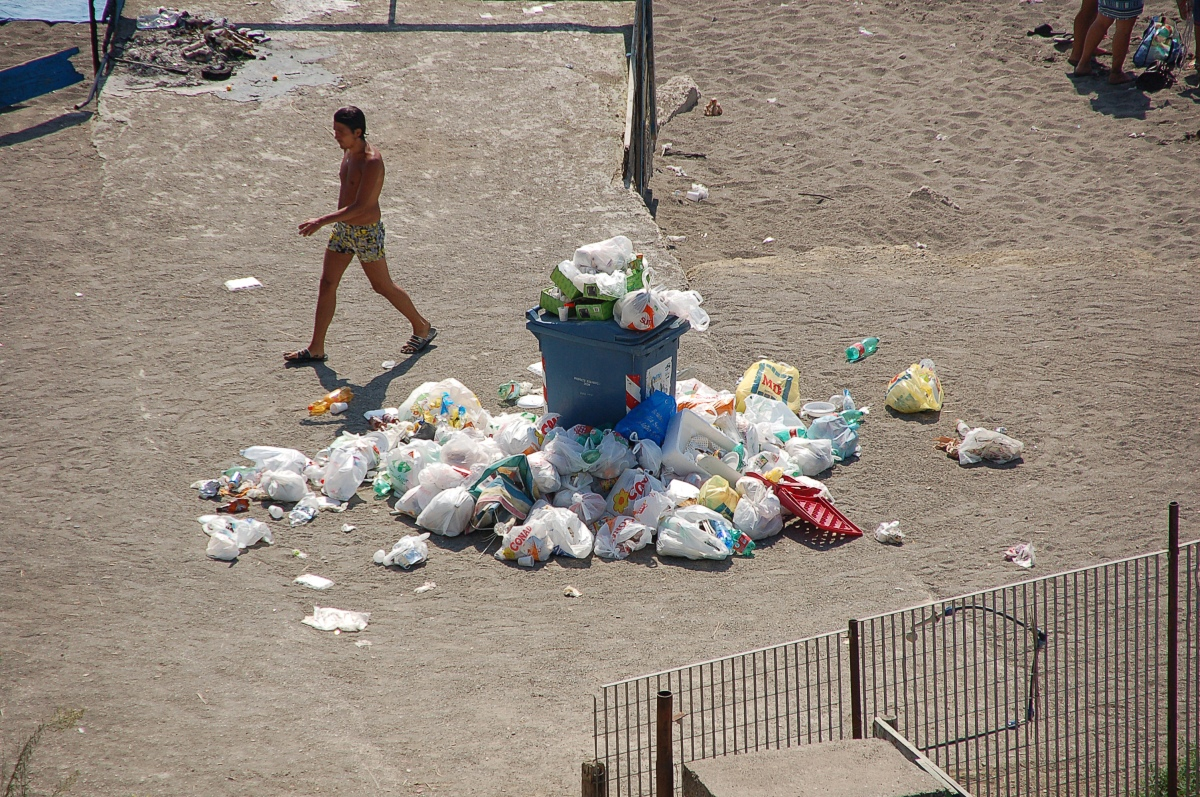
Immondizia non raccolta su una spiaggia a Napoli nel 2010, durante la crisi dei rifiuti.

La crisi dei rifiuti in Campania indica lo stato di emergenza relativo allo smaltimento ordinario dei rifiuti solidi urbani (RSU) verificatosi in Campania dal 1994 al 2012.

## Storia

### Istituzione del Commissariato
L'emergenza dei rifiuti in Campania inizia convenzionalmente l'11 febbraio 1994, con l'emanazione di un decreto del Presidente del Consiglio dei ministri Carlo Azeglio Ciampi. Con questo provvedimento il governo italiano prendeva atto dell'emergenza ambientale venutasi a creare nelle settimane precedenti in numerosi centri campani a causa della saturazione di alcune discariche. Si individuava, per questa ragione, nel Prefetto di Napoli l'organo di governo in grado di sostituirsi a tutti gli altri enti locali coinvolti a vario titolo e preposto ad esercitare i poteri commissariali straordinari.
Tra il 1994 ed il 1996 la gestione dell'emergenza rifiuti passò attraverso l'ampliamento della capacità di sversamento, grazie alla requisizione di diverse discariche private in tutta la regione, poi affidate in gestione all'ENEA.

### Cambio di gestione
Nel marzo 1996 il nuovo governo Dini intervenne nella gestione commissariale: al prefetto rimane la gestione del servizio di raccolta, mentre al Presidente della Regione fu affidato il compito di predisporre un Piano Regionale, nonché la competenza per gli interventi urgenti in tema di smaltimento. Nel giugno 1997 il Presidente della Regione Antonio Rastrelli pubblicò il Piano Regionale per lo smaltimento dei rifiuti solidi urbani, che prevedeva tra l'altro, la realizzazione di due termovalorizzatori e sette impianti per la produzione di combustibile derivato dai rifiuti (C.D.R. ricavato dalle ecoballe).

### L'appalto per lo smaltimento dei rifiuti
Nel 1998 il Presidente della Regione Antonio Rastrelli, nella sua qualità di Commissario straordinario, indice quindi la gara d'appalto per l'affidamento ad un soggetto privato dell'intera gestione del ciclo dei rifiuti. La gara si chiude nel 2000, quando il Commissario straordinario è il nuovo Presidente della Regione Antonio Bassolino, e vincitrice risulta un'Associazione Temporanea di Imprese denominata FIBE, che si aggiudica l'appalto per la costruzione di sette impianti di produzione di combustibile derivato dai rifiuti e di due inceneritori, nonché per la creazione di diverse discariche in Campania. La FIBE (sigla ottenuta dai nomi delle imprese Fisia, Gruppo Impregilo, Babcock Envinronment GmbH, Evo Oberrhausen), ha come capofila la Fisia Italimpianti, controllata del gruppo Impregilo. La società vince l'appalto perché offre un prezzo per lo smaltimento dei rifiuti decisamente più basso delle altre imprese concorrenti e tempi più rapidi per la consegna degli impianti, mentre la qualità del progetto presentato è decisamente scadente rispetto a quello presentato dall'altra concorrente ATI.
Il contratto non viene peraltro eseguito nemmeno nei termini previsti dall'appaltatore FIBE, che non consegna entro il 31 dicembre 2000 l'impianto di termovalorizzazione da esso stesso localizzato tra grandi proteste ad Acerra, e realizza impianti che producono ecoballe troppo umide, inutilizzabili per la produzione di CDR (per questo fatto è attualmente in corso un processo penale innanzi al Tribunale di Napoli). Ciononostante, negli impianti realizzati FIBE continua per anni a produrre ecoballe che non possono essere bruciate, sia per assenza del termovalorizzatore, sia perché non a norma. Se ne accumulano così 5 milioni, corrispondenti a 6 milioni di tonnellate di rifiuti non smaltibili tramite termovalorizzazione, stoccate in giro per la regione.
Nel frattempo, nel luglio 1998 un'apposita commissione parlamentare constata che, dopo quattro anni di gestione commissariale, la Campania è ancora in stato di emergenza, e giudica insufficienti gli impianti realizzati o individuati, oltre che poco collaborative le amministrazioni locali. Nel dicembre 2000 Carlo Ferrigno, nuovo prefetto di Napoli, in qualità di Commissario dichiara che le discariche esistenti sono ormai tutte sature ed in alcune sono stati sversati rifiuti al di là delle loro capacità, con gravi conseguenze igienico-sanitarie per chi vive nei paraggi; inoltre stigmatizza l'opposizione delle amministrazioni locali ad ospitare gli impianti di produzione di combustibile derivato dai rifiuti. La Regione decide allora di continuare ad utilizzare comunque la discarica di Palma Campania, la cui bonifica è però condizionata all'individuazione di altre soluzioni. Nel frattempo entrano in funzione tre impianti di vagliatura e triturazione, e quattro di imballaggio.

### La crisi della raccolta
In mancanza della piena attuazione del piano regionale, dovuta in massima parte all'inadempimento contrattuale della FIBE, e al mancato decollo della raccolta differenziata per la quale erano stati assunti migliaia di lavoratori presso i vari Consorzi di Bacino costituiti ad hoc nel 1993, all'inizio del 2001 si registra una nuova pesante crisi nella raccolta, che viene superata riaprendo provvisoriamente le discariche di Serre e Castelvolturno, ed inviando mille tonnellate al giorno di rifiuti verso altre regioni, quali la Toscana, l'Umbria e l'Emilia-Romagna, nonché all'estero, in Germania. Alla fine del 2001 entrano in funzione gli impianti di produzione di combustibile derivato da rifiuti di Caivano, Avellino e Santa Maria Capua Vetere, seguiti nel 2002 da quelli di Giugliano, Casalduni e Tufino, ed infine di Battipaglia nel 2003. Ciò nonostante la Campania, in mancanza di una percentuale di raccolta differenziata apprezzabile e dei termovalorizzatori, non è ancora autosufficiente, mancando un'autonoma capacità di trattare quasi un milione di tonnellate annue di combustibile derivato dai rifiuti, e più di un milione di tonnellate annue da conferire direttamente in discarica o stoccare in attesa di trattamento speciale.

### Il biennio 2007-2008

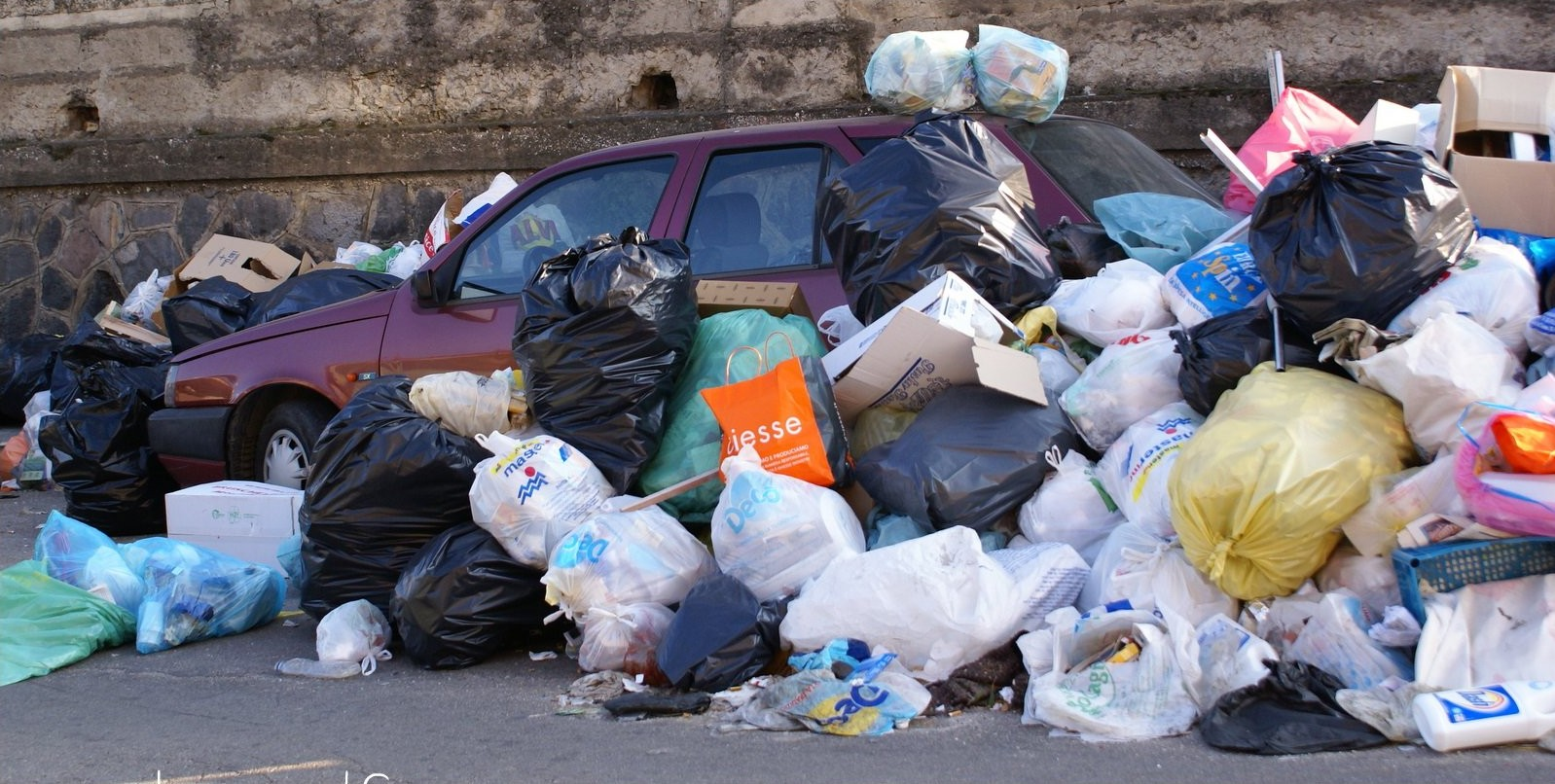
Un'automobile sommersa dai rifiuti ad Aversa nel febbraio 2008

Nel corso del 2007, con la progressiva saturazione delle discariche, si verifica quindi una nuova e più grave crisi nella gestione dei rifiuti, che induce il Governo Prodi in carica ad intervenire direttamente individuando nuovi siti da destinare a discarica ed orientando la soluzione del problema verso la regionalizzazione dello smaltimento dei rifiuti, autorizzando la costruzione di tre nuovi inceneritori e superando, in questo modo, l'impostazione della gestione commissariale di Antonio Bassolino, che ormai ruotava tutta intorno alla travagliata costruzione di un unico megainceneritore ad Acerra. L'ordinanza per la costruzione degli inceneritori viene firmata il 31 gennaio 2008, mentre ancora il 25 gennaio 2008 la giunta comunale di Napoli approvava una spesa di 228 000 euro per una "Analisi sulla percezione della qualità del proprio territorio/ambiente, durante l'emergenza rifiuti, da parte delle imprese e dei cittadini campani rispetto a quella dei cittadini del resto d'Italia", poi revocata.
Per la gestione delle nuove criticità emerse, quindi, con ordinanza n. 3639 dell'11 gennaio 2008, il Presidente del Consiglio Romano Prodi nomina nuovo commissario per l'emergenza rifiuti l'ex capo della Polizia di Stato Gianni De Gennaro, con l'obiettivo di risolvere la situazione entro quattro mesi. Riprendono così i trasferimenti di rifiuti verso la Germania tramite ferrovia, con un costo nettamente inferiore rispetto a quanto il commissariato per l'emergenza spendeva per smaltirli in Campania. Inoltre vengono individuate ulteriori nuove aree da adibire a discarica, tra cui la discarica chiusa nel quartiere di Napoli Pianura, e successivamente una cava dismessa nel quartiere di Chiaiano, al confine con il comune di Marano di Napoli, ma subito monta la violenta protesta della cittadinanza locale (protesta più volte culminata con l'incendio doloso e la distruzione, da parte dei più facinorosi, di autobus del trasporto pubblico in transito in zona). Il mandato del commissario viene nel frattempo prorogato alla scadenza dal dimissionario governo Prodi, e la situazione, ancora lontana dall'essere risolta, degenera con gravi ripercussioni sull'ordine pubblico.

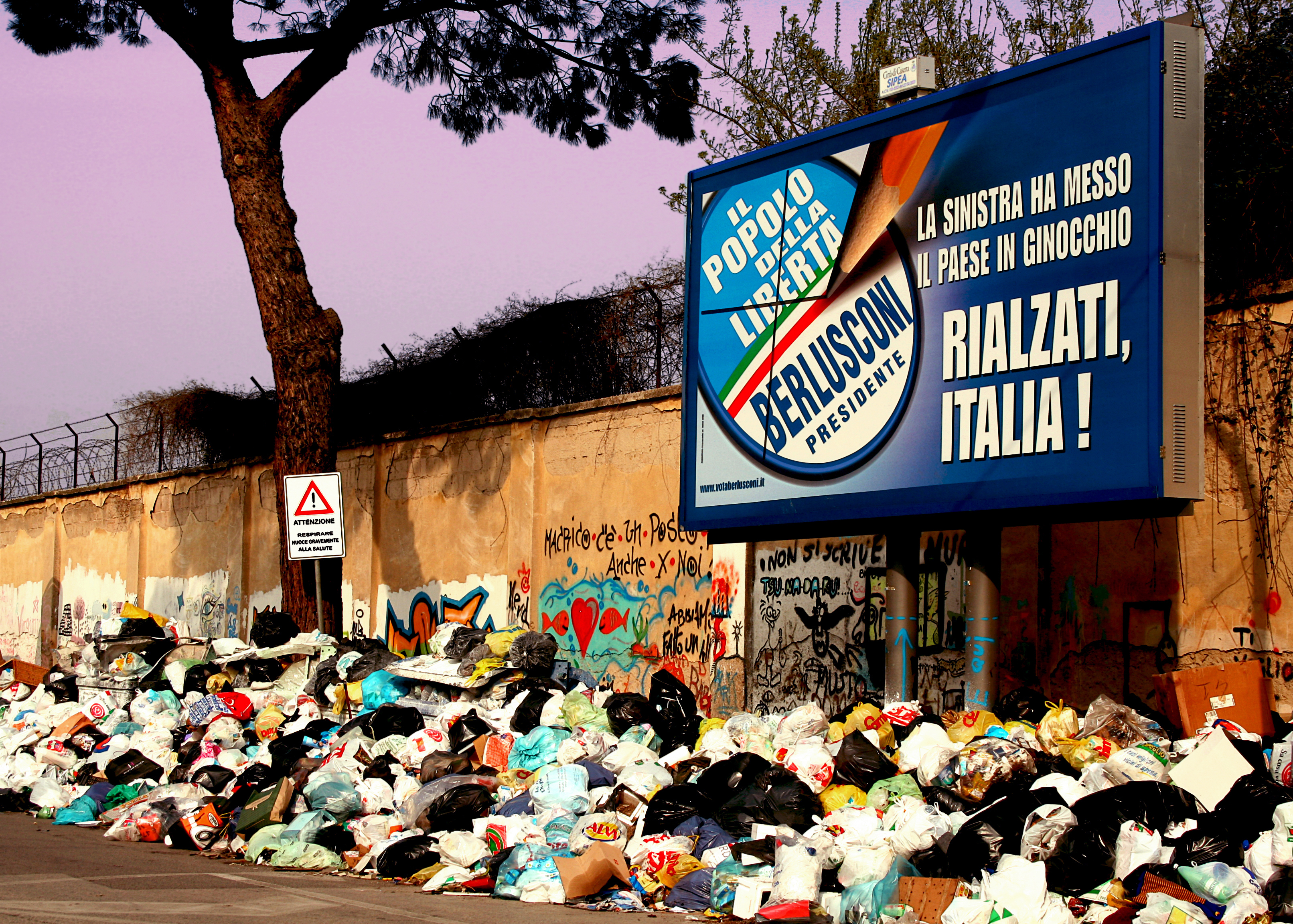
Campagna elettorale a Caserta nel 2008

Il 21 maggio 2008, quindi, il nuovo Governo appena insediato, presieduto da Silvio Berlusconi, tiene il suo primo consiglio dei ministri proprio a Napoli, ed approva un decreto legge (n. 90 del 23 maggio 2008, convertito in legge n. 123 del 14 luglio 2008) con cui viene autorizzata una operazioni di ordine pubblico definita poi Operazione Strade Pulite. Il decreto poi, allo scopo di avviare definitivamente un ciclo integrato dei rifiuti, stabilisce la costruzione di quattro, anziché tre nuovi inceneritori, si individuano dieci siti in cui realizzare altrettante nuove discariche - che vengono contestualmente dichiarate zone di interesse strategico nazionale di competenza militare - e si prevedono sanzioni fino al commissariamento per i Comuni che non dovessero portare a regime la raccolta differenziata. Si prevede, inoltre, la cessazione dello stato di emergenza per il 31 dicembre 2009, nonché la nomina a sottosegretario alla Presidenza del Consiglio con delega all'emergenza rifiuti del capo della Protezione civile Guido Bertolaso, già commissario nel 2006-2007.
All'art. 9, tuttavia, il decreto in questione, in deroga a tutte le norme vigenti in materia, comprese quelle comunitarie, autorizza lo smaltimento nelle nuove discariche anche dei rifiuti pericolosi contraddistinti dai codici CER 19.01.11, 19.01.13, 19.02.05 e 19.12.11, fattore che rende ancora più ferma l'opposizione alla loro realizzazione da parte delle popolazioni locali, mentre l'art. 3, in deroga alle norme del codice di procedura penale e dell'ordinamento giudiziario, prevede l'anomala attribuzione alla Procura della Repubblica presso il Tribunale di Napoli della competenza esclusiva ai fini dell'accertamento dei reati ambientali commessi su tutto il territorio della Campania.
Con ordinanza del 16 luglio 2008, il Presidente del Consiglio dispone, poi, il commissariamento ad acta dei sette impianti per la produzione di CDR realizzati dalla FIBE, nel frattempo convertiti in impianti per la semplice tritovagliatura e l'imballaggio dei rifiuti.
Il 18 luglio l'emergenza (nell'emergenza) dovuta alla mancata raccolta dei rifiuti solidi urbani in Campania viene dichiarata chiusa, anche se, in mancanza dell'entrata in funzione di tutti i termovalorizzatori previsti e di una soddisfacente raccolta differenziata, un ciclo industriale dei rifiuti non può dirsi stabilmente avviato, e restano ancora da smaltire cinque milioni di ecoballe in giacenza. Nell'ottobre 2008, A2A è stata nominata per gestire la crisi dei rifiuti dopo la risoluzione del contratto con FIBE nel novembre 2005.
Nel tentativo di contenere l'indiscriminato accumulo di rifiuti non smaltibili ordinariamente, ed a conferma, inoltre, della difficoltà di uscire effettivamente dallo stato di emergenza, il 6 novembre 2008 il Governo approva il decreto-legge n. 172, contenente una serie di norme valevoli per i territori in stato di emergenza per lo smaltimento dei rifiuti, tra le quali la previsione dello specifico reato di abbandono di rifiuti pericolosi, speciali ovvero ingombranti, punito con la reclusione fino a cinque anni.
Dopo l'apertura della contestata discarica di Chiaiano, avvenuta il 18 febbraio 2009 ed il cui esaurimento è previsto per l'ottobre 2011, il 26 marzo 2009, dopo l'ultimazione dei lavori, viene quindi avviata la fase di collaudo del termovalorizzatore di Acerra. Nel frattempo però le combustioni procedono bruciando rifiuti "tal quale" anziché CDR, impedendo un collaudo pieno della struttura e dando luogo ad emissioni di PM10 oltre i limiti di legge nel 30% dei giorni di attività, superiori di ben 11 volte gli stessi limiti nelle prime due settimane di ottobre 2009, secondo i dati ARPAC (gli unici disponibili, in quanto l'Osservatorio Ambientale del termovalorizzatore non fornisce dati sulle emissioni di polveri sottili). Il 15 giugno viene poi aperta anche una discarica sul Vesuvio, la cosiddetta Cava Sari di Terzigno, la cui capacità di 750 000 metri cubi, secondo le prime stime, avrebbe dovuto consentire lo sversamento di rifiuti fino all'estate del 2011, ma che, dati i conferimenti medi, si esaurirà prima del tempo previsto, tra gennaio e febbraio del 2011. L'apertura della prevista seconda discarica di Terzigno, la cosiddetta Cava Vitiello, che sarebbe stata la più grande d'Europa, viene scongiurata dall'insurrezione dei cittadini di Boscoreale, Boscotrecase e Terzigno nella seconda metà del 2010.

### La cessazione dello stato di emergenza e la fine
Nel 2009 il governo sabilì la fine dello stato di emergenza tramite un decreto legge che fissava la data del 31 dicembre 2009 quale termine finale dello stato di emergenza e del commissariamento straordinario. Il termovalorizzatore, che a pieno regime avrebbe dovuto bruciare circa 2 000 tonnellate di rifiuti tritovagliati al giorno, nei fatti non riesce però a superare le 500 tonnellate effettive per i numerosi guasti che nel tempo hanno fermato due forni su tre, quando non l'intero impianto, il cui collaudo del 16 luglio 2010 peraltro non risulta a tutt'oggi certificato.
Il 16 settembre 2010 il problema si ripresenta quindi nel capoluogo campano con 120 tonnellate. Una settimana dopo già se ne contano 600. Il 28 ottobre 2010 il Presidente del consiglio Silvio Berlusconi dichiara che Napoli sarebbe stata liberata dai rifiuti nel giro di tre giorni. Eppure, circa un mese dopo, il 22 novembre l'Unione europea ha ammonito l'Italia dichiarando che la situazione non è dissimile da quella del 2008. Nonostante le ordinanze sindacali e l'intervento del governo di fine novembre 2010, l'emergenza rifiuti si è protratta per l'intero mese di dicembre risolvendosi verso la metà di gennaio 2011, con l'apertura delle discariche di Chiaiano e Tufino. Tuttavia, il problema si è ripresentato già a partire dal 1º febbraio successivo a causa della momentanea chiusura della discarica di Chiaiano. La spazzatura dalle strade di Napoli scomparirà definitivamente solo a cavallo tra agosto e settembre 2011, con l’insediamento della giunta comunale di De Magistris e il trasferimento in Olanda di 248 000 tonnellate di rifiuti.
L'Asia, la società che per conto del comune di Napoli raccoglie i rifiuti, strinse due intese preliminari con società olandesi per trasferire nel paese nordeuropeo 248 000 tonnellate di rifiuti prodotti dagli STIR della provincia di Napoli, andando ad alleggerire lo smaltimento nel termovalorizzatore di Acerra le cui piazzole esterne di stoccaggio risultavano spesso sature. La prima delle due intese fu sottoscritta tra Asia e la società che svolge il servizio di smaltimento rifiuti per diversi comuni olandesi. In questo caso furono trasferiti in Olanda 48 000 tonnellate di rifiuti nel periodo compreso tra settembre 2011 e marzo 2012. La seconda intesa fu invece stilata con un consorzio costituito da società a capitale pubblico di diverse città d'Olanda, e prevedeva il trasferimento di 200 000 tonnellate di rifiuti in 24 mesi.
Per facilitare le operazioni di trasferimento e carico dei rifiuti sulle navi, con una delibera comunale alcuni capannoni dell’autoparco Asìa sito in via Benedetto Brin furono adibiti a sito di stoccaggio in modo da facilitare il trasferimento nel porto di Napoli. Sarà quindi avviata la gara europea dal Comune, d'intesa con l'autorità portuale di Napoli, per la gestione pluriennale del servizio di caricamento rifiuti sulle navi con la sottoscrizione di un contratto tra l’azienda che vincerà la gara per il caricamento dei rifiuti sulle navi ed il costituendo organismo paritetico tra Asia e Sapna.
Negli anni seguenti, per quanto riguarda Napoli, la situazione è decisamente migliorata rispetto al passato, salvo alcune criticità dovute comunque ad un sistema di smaltimento dei rifiuti ancora troppo fragile. A Napoli la percentuale di raccolta differenziata ha raggiunto il 42% mentre la media della regione Campania si attesta al 53%. I rifiuti vengono tutt’oggi conferiti nei sette impianti STIR prima trattati (eliminando la frazione umida e le frazioni inerti), imballati ed inviati al termovalorizzatore di Acerra per l'incenerimento. La parte organica viene invece stabilizzata sempre all’interno degli STIR ed inviata nelle ultime due discariche attive in Campania, Savignano Irpino e San Tammaro, o inviato fuori Regione o all'estero.

## Descrizione

### Procedure di infrazione e inchieste giudiziarie

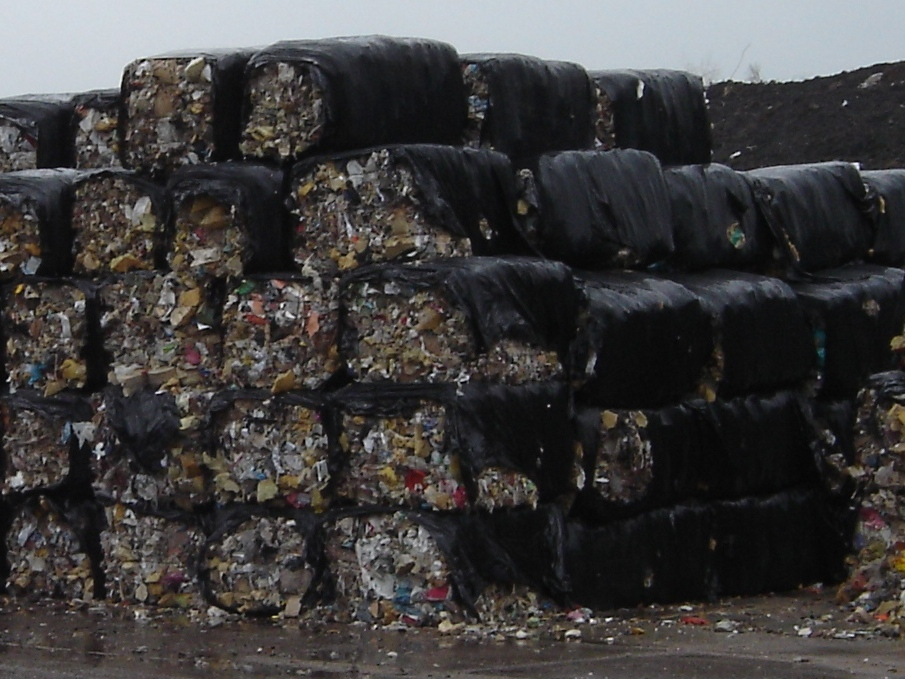
Alcune ecoballe prima di essere avviate alla combustione.

Il 27 giugno 2007 la Commissione europea ha avviato una procedura di infrazione contro l'Italia per la crisi cronica dei rifiuti che coinvolge Napoli e il resto della regione Campania. Il 4 marzo 2010 la Corte di giustizia europea del Lussemburgo si è quindi pronunciata sul ricorso della Commissione, condannando l'Italia sul caso dei rifiuti in Campania.
Il 31 luglio 2007 la Procura della Repubblica di Napoli deposita le richieste di rinvio a giudizio per gran parte degli indagati nell'ambito dell'inchiesta sull'emergenza rifiuti in Campania, ipotizzando i reati di truffa aggravata e continuata ai danni dello Stato e frode in pubbliche forniture, falso ed abuso d'ufficio a carico di 28 imputati; tra questi Antonio Bassolino, già Commissario straordinario e Presidente della Regione Campania in carica, insieme ai suoi collaboratori diretti (il sub commissario Giulio Facchi ed il vice commissario Raffaele Vanoli) nonché Piergiorgio Romiti e Paolo Romiti, vertici della Impregilo (affidataria dell'appalto dello smaltimento dei rifiuti), le società Impregilo, Fibe, Fisia Italimpianti, Fibe Campania e Gestione Napoli.
In particolare, le imprese affidatarie degli appalti per la costruzione degli inceneritori e degli impianti di C.D.R. sono accusate dalla Procura di Napoli di non aver rispettato i contratti, avendo progettato inceneritori non idonei e prodotto ecoballe di cdr scadente o inutilizzabile; tali irregolarità, inoltre, sarebbero state possibili solo grazie alla complicità e connivenza del Commissariato per l'emergenza, che avrebbe omesso i controlli previsti. Le ecoballe, in particolare, risultano costituite di rifiuti "tal quali" e pertanto non possono essere bruciate, venendo pure stoccate in aree prive delle necessarie misure di sicurezza per l'ambiente; anche la frazione umida prodotta dagli impianti non è nelle specifiche, perché non subisce un trattamento adeguato a renderla biologicamente innocua, tant'è che il nuovo Commissario straordinario ne dispone l'invio a discarica.
L'udienza preliminare inizia a metà gennaio 2008, nel pieno dell'ennesima crisi dei rifiuti, ed il successivo 29 febbraio il GUP dispone il rinvio a giudizio di tutti gli imputati, lo stesso giorno in cui una donna si dà fuoco per protesta davanti alla discarica di Giugliano. La prima udienza del processo è fissata per il 14 maggio, e viene subito rinviata a luglio. Gli imputati sono stati assolti tutti con formula piena dalla sentenza emessa nel primo pomeriggio del 4 novembre 2013 dalla V sezione del Tribunale di Napoli (presidente Maria Adele Scaramella, giudici Antonia Napolitano Tafuri e Giuseppe Sassone). Si tratta dell'epilogo del processo su presunti illeciti nella gestione del ciclo dei rifiuti in Campania che ha scagionato gli imputati dalle accuse: in alcuni casi «perché il fatto non sussiste», in altri «perché il fatto non costituisce reato».
Nel frattempo, un'inchiesta della Procura della Repubblica di Potenza vede indagato anche il Ministro dell'Ambiente Alfonso Pecoraro Scanio per associazione a delinquere e corruzione per alcuni rapporti ipotizzati dai magistrati con imprenditori legati allo smaltimento dei rifiuti.
Il 27 maggio 2008 25 persone vengono tratte agli arresti domiciliari, come risultato dell'inchiesta per epidemia colposa denominata "Rompiballe", avviata nel gennaio dello stesso anno. Tra gli arrestati figuravano funzionari come Marta Di Gennaro, vice di Bertolaso all'epoca del suo commissariato, e diversi dipendenti e rappresentanti di aziende collegate al Commissariato per l'emergenza rifiuti in Campania. Le accuse vanno dal traffico illecito di rifiuti al falso ideologico e truffa ai danni dello Stato. Anche il prefetto di Napoli, Alessandro Pansa, riceve nella stessa data un'informazione di garanzia circa presunte irregolarità in atti relativi alla società FIBE compiuti durante la sua gestione del commissariato rifiuti. Il 24 luglio 2008 la posizione del commissario Bertolaso e degli ex commissari Catenacci e Pansa viene stralciata per decisione della Procura, peraltro contestata da alcuni dei sostituti procuratori. Il 17 dicembre 2009 il Tribunale di Napoli dispone però la trasmissione di tutti gli atti d'indagine alla Procura di Roma, poiché nell'inchiesta è coinvolto, sia pure con richiesta di archiviazione, anche il PM della procura napoletana Giovanni Corona, ex consulente giuridico del commissariato.
Il 7 luglio 2008 le società Fisia Italimpianti, Fibe e Fibe Campania hanno ricevuto la notifica di un avviso di conclusione delle indagini per responsabilità amministrativa, ex D.lgs. 231/01, nell'ambito dell'inchiesta del maggio 2008 condotta dalla Procura di Napoli relativa alla gestione del ciclo di smaltimento dei rifiuti nella regione Campania dopo la risoluzione ex lege dei contratti di affidamento del servizio (15 dicembre 2005) e che vede coinvolti, tra gli altri, ex Commissari Straordinari all'emergenza rifiuti e manager delle società operative.
Il 20 giugno 2012 gli imprenditori veneti Stefano e Chiara Gavioli, e alcuni loro collaboratori, sono stati arrestati con l'accusa di associazione per delinquere finalizzata alla bancarotta fraudolenta, falso in bilancio, ricorso abusivo al credito, corruzione, estorsione e riciclaggio. Secondo il procuratore di Napoli Giovanni Melillo, gli arrestati avrebbero in particolare, durante la crisi del 2010, "tentato di mettere all'angolo l'amministrazione napoletana attraverso il grave ricatto di lasciare la città affogare nei rifiuti strumentalizzando la situazione emergenziale e la protesta dei lavoratori del settore per costringerla a cedere a infondate e inusitate pretese economiche".

### Economia del problema
L'export verso la Germania costa 215 euro per tonnellata equivalenti nel 2007 a 400 000 euro al giorno, metà dei quali per il trasporto. Ciò nonostante il prezzo è competitivo rispetto al loro smaltimento in Italia o nella stessa Campania dove costa da un minimo di 290 euro a tonnellata fino ad oltre 1 000 euro (120 euro per farne ecoballe, 20 euro per il trasporto, 150 euro l'anno per lo stoccaggio provvisorio che in alcuni casi ormai va avanti da un decennio). La lentezza nella costruzione di inceneritori e termovalorizzatori in Campania, nonostante l'insistente disponibilità di città come Salerno, ha portato alcune aziende italiane e straniere a proporsi per smaltire tutti i rifiuti prodotti: la bresciana ASM, la francese Veolia, la spagnola Abertis e la tedesca Remondis.
La situazione è comunque paradossale laddove si consideri che, come dichiarato dalla portavoce del Ministero dell'ambiente della Sassonia, contrariamente a quanto rivelato dai mass media italiani, i rifiuti campani spediti in Germania non vengono inceneriti, ma differenziati e riciclati per ricavarne materie prime secondarie e composti organici che verranno venduti all'industria, sottolineando che niente è finito in discarica, in quanto il residuo viene trattato con un impianto meccanico-biologico a freddo (un cable pubblicato da Wikileaks risalente al 13 febbraio 2008 però afferma il contrario e mostra come il Presidente del consiglio Romano Prodi e il commissario straordinario Gianni De Gennaro descrivessero la situazione come "tragica", proponendo inizialmente come alternativa l'esportazione dei rifiuti nei Paesi in via di sviluppo; ipotesi poi scartata in favore del trasferimento agli impianti di incenerimento tedeschi per non rischiare un enorme danno di immagine).

### Criminalità organizzata
La commissione parlamentare d'inchiesta sul ciclo dei rifiuti ha indagato sulle attività illecite ad esso connesse in Campania accertandone la commistione con la criminalità organizzata.
Le infiltrazioni malavitose iniziarono in realtà a delinearsi nei primi anni novanta quando Nunzio Perrella, ex affiliato del clan Puccinelli, decise di aderire al programma riservato ai pentiti e a rivelare le prime indiscrezioni. Si trattava di un giro di affari, sorto in seguito alla privatizzazione da parte dell'amministrazione municipale di Napoli della gestione dei rifiuti, che permetteva un introito notevole per ogni passaggio: produzione, raccolta, sversamento e discarica. Accanto ai rifiuti urbani, poi, si accumulano quelli speciali, così come affermato dalle Procure di Napoli e di Santa Maria Capua a Vetere, secondo le quali tra Napoli e Caserta sono state sversate più di 18 000 tonnellate di rifiuti tossici provenienti da Brescia, 6 500 tonnellate dalla Lombardia e quantità inimmaginabili di liquami industriali da Venezia e Forlì.
Nel dicembre 2000 si scoprì un'estorsione di 60 milioni di lire ai danni di una cordata di imprenditori per la raccolta e lo smaltimento, in seguito alla quale furono tratti in arresto alcuni affiliati al clan “La Torre” che, insieme a quello dei “Casalesi”, gestivano una fitta rete di affari con prezzi di 9-10 centesimi al chilogrammo rispetto al prezzo di mercato (21-62 cent/kg). I clan, secondo le indagini, erano riusciti a garantire che 800 tonnellate di terre contaminate da idrocarburi, proprietà di un'azienda chimica, fossero trattate al prezzo di 25 cent/kg, con un risparmio dell'80%: una montagna di 14 600 metri con una base di 3 ettari, tale da competere persino con il traffico di armi o droga.
Complessivamente, le indagini dimostrano la commistione tra politica, economia e criminalità. La tipologia associativa del consorzio, ad es., rappresenta il sistema ideale per aggirare tutti i meccanismi di controllo: più amministrazioni municipali si mettono insieme per formulare prezzi inferiori e raccogliere a livelli superiori. In altre parole, il consorzio acquista le società di raccolta a cifre abnormi attraverso fatturazioni false, quindi i privati tengono per sé gli utili e caricano sul consorzio le perdite. Nell'inchiesta della Procura di Napoli ci sono decine di intercettazioni in cui Giuseppe Valente, di Forza Italia, grida ordini ai fratelli Orsi su come gestire le attività. I fratelli Orsi, però, risultavano iscritti alla sezione locale dei Democratici di Sinistra, avendo persino proposto finanziamenti alla campagna elettorale di Rifondazione Comunista.

### Cronologia dei Commissari straordinari
| Nome              | Titolo | Data di inizio   | Data di termine                       |
| ----------------- | --- | ---------------- | ------------------------------------- |
| Umberto Improta   | Prefetto | 11 febbraio 1994 | marzo 1996                            |
| Antonio Rastrelli | Presidente della Regione                                                                                         | marzo 1996       | 18 gennaio 1999                       |
| Andrea Losco      | Presidente della Regione                                                                                         | 18 gennaio 1999  | 10 maggio 2000                        |
| Antonio Bassolino | Presidente della Regione                                                                                         | 10 maggio 2000   | febbraio 2004                         |
| Corrado Catenacci | Commissario ad hoc                                                                                               | 27 febbraio 2004 | 9 ottobre 2006                        |
| Guido Bertolaso   | Capo della Protezione Civile                                                                                     | 10 ottobre 2006  | 6 luglio 2007                         |
| Alessandro Pansa  | Prefetto di Napoli                                                                                               | 7 luglio 2007    | 1º gennaio 2008                       |
| Umberto Cimmino   | commissario gestore                                                                                              | 1º gennaio 2008  | 10 gennaio 2008                       |
| Goffredo Sottile  | commissario liquidatore                                                                                          | 11 gennaio 2008  | fine dell'emergenza, 17 dicembre 2009 |
| Gianni De Gennaro | commissario delegato                                                                                             | 11 gennaio 2008  | 26 maggio 2008                        |
| Guido Bertolaso   | Sottosegretario di Stato alla Presidenza del Consiglio dei ministri con delega all'emergenza rifiuti in Campania | 21 maggio 2008   | fine dell'emergenza, 17 dicembre 2009 |

## Cause
Le cause alla base dell'emergenza rifiuti in Campania erano complesse: vi era una commistione di errori tecnico-amministrativi e di interessi politici, industriali e malavitosi. Di fatto, esse potevano essere in parte individuate nei ritardi di pianificazione e di preparazione di discariche idonee, avvenute solamente dal 2003; nell'inadeguato trattamento dei rifiuti urbani nei sette impianti di produzione di combustibile derivato dai rifiuti (cdr), originariamente costruiti e gestiti da società del Gruppo Impregilo; nei ritardi nella pianificazione e nella costruzione di inceneritori, dovuti anche a prescrizioni della magistratura sui progetti in essere e finalizzate ad una maggiore tutela dell'ambiente e a contrastare la camorra; nei ritardi nella pianificazione e nella costruzione di impianti di compostaggio della frazione organica dei rifiuti proveniente da raccolta differenziata, ed infine nei bassi livelli medi della stessa, che nel 2007 nella Provincia di Napoli si fermava ad un misero 8%.
Al di là delle cause tecniche ed amministrative, va però anche sottolineato come lo stato di emergenza rappresentasse di per sé una situazione economicamente vantaggiosa non solo per la criminalità organizzata campana - che con la gestione illecita dei rifiuti poteva raccogliere profitti anche maggiori che con il traffico di droga o le estorsioni - ma anche per larghi settori dell'imprenditoria legale (dietro la quale si cela talvolta comunque la camorra), che da un lato approfittavano del sistema di smaltimento illegale per abbattere i costi, e dall'altro entravano direttamente nella gestione della crisi. Ciò determinò quindi il perpetuarsi di una situazione in cui, di fronte a forti interessi economici, più o meno criminali, stavano istituzioni politiche dimostratesi (almeno fino al biennio 2010-2011) incapaci di contrastarli, quando non li avessero addirittura favoriti.
È stata infine criticata la natura stessa del Commissariato il quale, essendo col tempo diventato di fatto un ente "ordinario", con una certa autonomia di spesa e soprattutto con un certo numero di dipendenti, si trovò in una situazione di oggettivo conflitto di interessi rispetto al fine per il quale era stato costituito. Infatti, una soluzione definitiva della crisi avrebbe portato anche alla liquidazione del commissariato, che in effetti si ebbe dopo il termine della situazione nel 2012. Ad oggi, infatti, i rifiuti urbani, almeno nella zona centrale di Napoli, sono scomparsi, e la situazione non è dissimile a quella di altre grandi città italiane.

### L'influenza del crimine e la gestione dei rifiuti
Dal 1994 al 2012, passando per periodi di maggiore o minore criticità, i rifiuti solidi urbani in Campania non furono raccolti regolarmente accumulandosi per strada in mancanza di una politica di riduzione dei rifiuti, ed in particolar modo per il sistematico e continuo sabotaggio della raccolta differenziata e degli impianti di CDR (combustibile derivato dai rifiuti), peraltro in alcuni casi pure sequestrati dalla magistratura perché non a norma, e quindi mai effettivamente utilizzati. Il risultato fu la presenza per le strade della regione, e soprattutto delle province di Napoli e Caserta, di cumuli disordinati e malsani di rifiuti che crearono gravi rischi igienico-sanitari per le popolazioni locali, oltre a diversi problemi di ordine pubblico. Quando poi i rifiuti erano dati alle fiamme da cittadini esasperati (ma molto più spesso dalla stessa malavita che in questo modo tenta di far perdere le tracce dei rifiuti tossici con essi mischiati), si verificavano pericolose emissioni di diossina e casi di intossicazione.
Le statistiche indicavano un aumento del 12% delle neoplasie al pancreas, ai polmoni e ai dotti biliari con una frequenza significativa verso le donne. Le discariche abusive e gli incendi di rifiuti, soprattutto nelle campagne del casertano, hanno creato gravi problemi, oltre che per la salute, anche per quel che concerne la salubrità delle produzioni agroalimentari. Infatti, per questo motivo, la vendita di prodotti caseari della Campania diminuì significativamente, e non solo in Italia, ma anche all'estero, dove per il timore che la produzione casearia italiana fosse poco salubre, si preferì non importare questi alimenti.

### Sanità e igiene
La Protezione Civile nel 2004 ha commissionato uno studio scientifico sulle conseguenze sanitarie della mancata gestione dei rifiuti in Campania ad una équipe di specialisti provenienti dall'Organizzazione Mondiale della Sanità, dal Centro Europeo Ambiente e Salute, dall'Istituto Superiore di Sanità, dal Consiglio Nazionale delle Ricerche, dall'Osservatorio Epidemiologico della Regione Campania e dall'Agenzia Regionale per la Protezione Ambiente.
L'analisi dei dati epidemiologici raccolti tra il 1995 e il 2002 ha consentito ai ricercatori di mettere in correlazione diretta i problemi osservati sulla salute pubblica con la mancata gestione del ciclo dei rifiuti urbani e con la presenza di discariche abusive, gestite dalla criminalità organizzata, dove sono stati versati enormi quantitativi di rifiuti industriali, provenienti prevalentemente dall'Italia settentrionale e talvolta dall'estero. In particolare, è stato misurato un aumento del 9% della mortalità maschile e del 12% di quella femminile, nonché l'84% in più dei tumori del polmone e dello stomaco, linfomi e sarcomi, e malformazioni congenite.
(Roberto Saviano)

### Effetto NIMBY
L'insieme delle cause sopra citate, che in particolar modo negli anni 2000 hanno condotto ad una drammatica crisi nella gestione del ciclo di smaltimento dei rifiuti solidi urbani in Campania, ha anche comportato la necessità di trovare soluzioni di breve e medio termine, come la riapertura o la realizzazione di nuove discariche, per superare l'emergenza in tempi rapidi. Ciò ha determinato forti proteste da parte della popolazione che vive nei dintorni dei siti di volta in volta individuati allo scopo, secondo quello che viene descritto come effetto NIMBY (Not In My Back Yard, 'non nel mio giardino'). Tuttavia, è necessario sottolineare che i cittadini che si oppongono alla riapertura delle discariche motivano la propria posizione adducendo che si tratta di scelte relative quasi sempre a cave dismesse fuori norma ed inadeguate per motivi strutturali, geografici e soprattutto per ragioni sanitarie, e tutto ciò quando numerose proposte di siti alternativi da parte di insigni geologi restano ignorate, o addirittura quando esistono discariche già pronte, ma mai utilizzate.
A tal proposito, per meglio comprendere il paradosso, si consideri ad esempio che la cava dismessa di Chiaiano, individuata tra i nuovi siti da destinare a discarica con il decreto legge n. 90 del 23 maggio 2008, fu acquistata nel 2002 dalla FIBE ad un prezzo otto volte quello di mercato. Spesso, poi, le cave dismesse scelte come siti dal commissariato sono già state sfruttate dalla criminalità organizzata, che in spregio a qualsiasi norma sanitaria e non, vi ha scaricato ingenti quantità di rifiuti industriali altamente cancerogeni. Inoltre, ci sono casi in cui siti utilizzati come discarica distano da abitazioni civili solo poche decine di metri, a volte anche a causa dell'abusivismo edilizio. E questo perché le organizzazioni criminali in quelle cave effettuano prima lo sterro, poi le riempiono di rifiuti tossici ed infine cementificano con la costruzione di case più o meno abusive, guadagnandoci due volte.

## Altre criticità in Italia
La questione dello smaltimento dei rifiuti in Italia non è un discorso legato alla sola Campania. A metà degli anni 1990 fu Milano a dover fare i conti con la spazzatura in strada; in seguito emergenze analoghe si sono verificate in Sicilia e in Calabria, nonché nel Lazio e soprattutto a Roma.